# ジョージ・ノース
ジョージ・ノース（George North、1992年4月13日 - ）は、プロD2・プロヴァンス・ラグビーに所属するラグビー選手。

## プロフィール
- イングランド、キングズ・リン出身。
- ポジションはウィング(WTB)、センター(CTB)。
- 身長 193cm、体重 109kg
- ウェールズ代表キャップは121（2025年1月現在）でラグビーワールドカップ2011・ラグビーワールドカップ2015・ラグビーワールドカップ2019・ラグビーワールドカップ2023のウェールズ代表に選ばれた。
- ブリティッシュ・アンド・アイリッシュ・ライオンズに選ばれたことがある[1]。

## 略歴
ランドベリー、スカーレッツ、ノーサンプトン・セインツを経て、2018年、オスプリーズに加入。
2024年、プロヴァンスに加入。